# 埃尔斯米尔岛
埃尔斯米尔岛（英語：Ellesmere Island），加拿大北极群岛中最北岛屿，世界第十大岛，面积196,235平方公里，南为巴芬岛，与东边的格陵兰岛仅隔一条狭窄的內爾斯海峽。目前属加拿大努那福特地区管辖。
因纽特人最早来到该岛捕猎，维京人后也曾到达此岛，双方一度展开过贸易，后由于气候变冷，人类逐渐撤离该岛。2001年全岛人口仅168人。
1616年，威廉·巴芬发现该岛，1656年，该岛以第一代埃爾斯米爾伯爵法蘭西斯·埃格頓而得名。
目前埃尔斯米尔岛1/5的地区被划为自然保护区，然而由于气候变化，上面的冰架已减少了90%。北极柳是当地唯一的木本植物，这里也是加拿大最冷和降水量最少的地方。